# キール湾
座標: 北緯54度35分00秒 東経10度28分00秒 / 北緯54.58333度 東経10.46667度

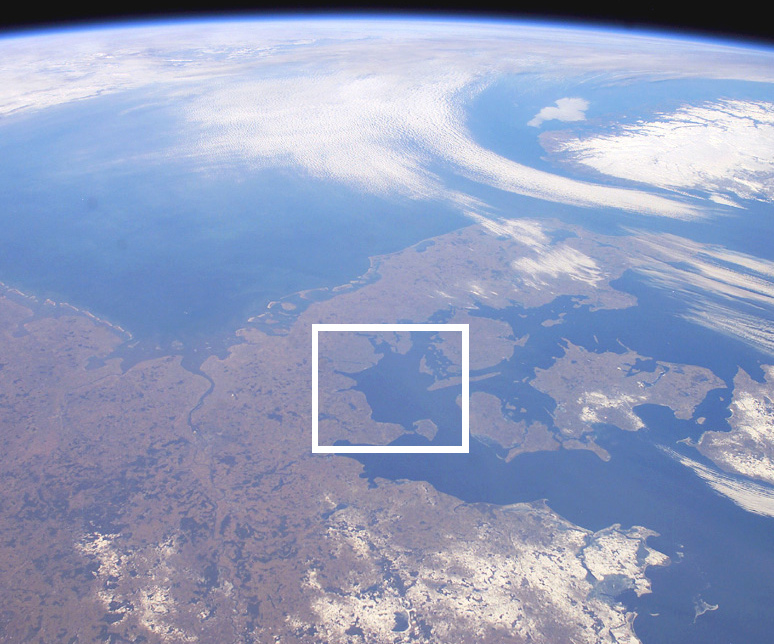
白枠の中がキール湾。

キール湾（キールわん、ドイツ語:Kieler Bucht、デンマーク語:Kielerfjorden）はバルト海西端にある湾。ユトランド半島に囲まれ北東方向に開けた湾であるが、周囲にフェーマルン島、ロラン島があり、フェーマルン・ベルト海峡やフェーマルン・スンド海峡、ランゲラン・ベルト海峡、大ベルト海峡、小ベルト海峡を通じて、他海域と結ばれている。湾の奥には支湾としてキール・フィヨルドやエッカーンフェルテ湾などがあり、沿岸主要都市としてはキールがある。海運としてキール運河を通じ、北海と結ばれている。